# Poterna

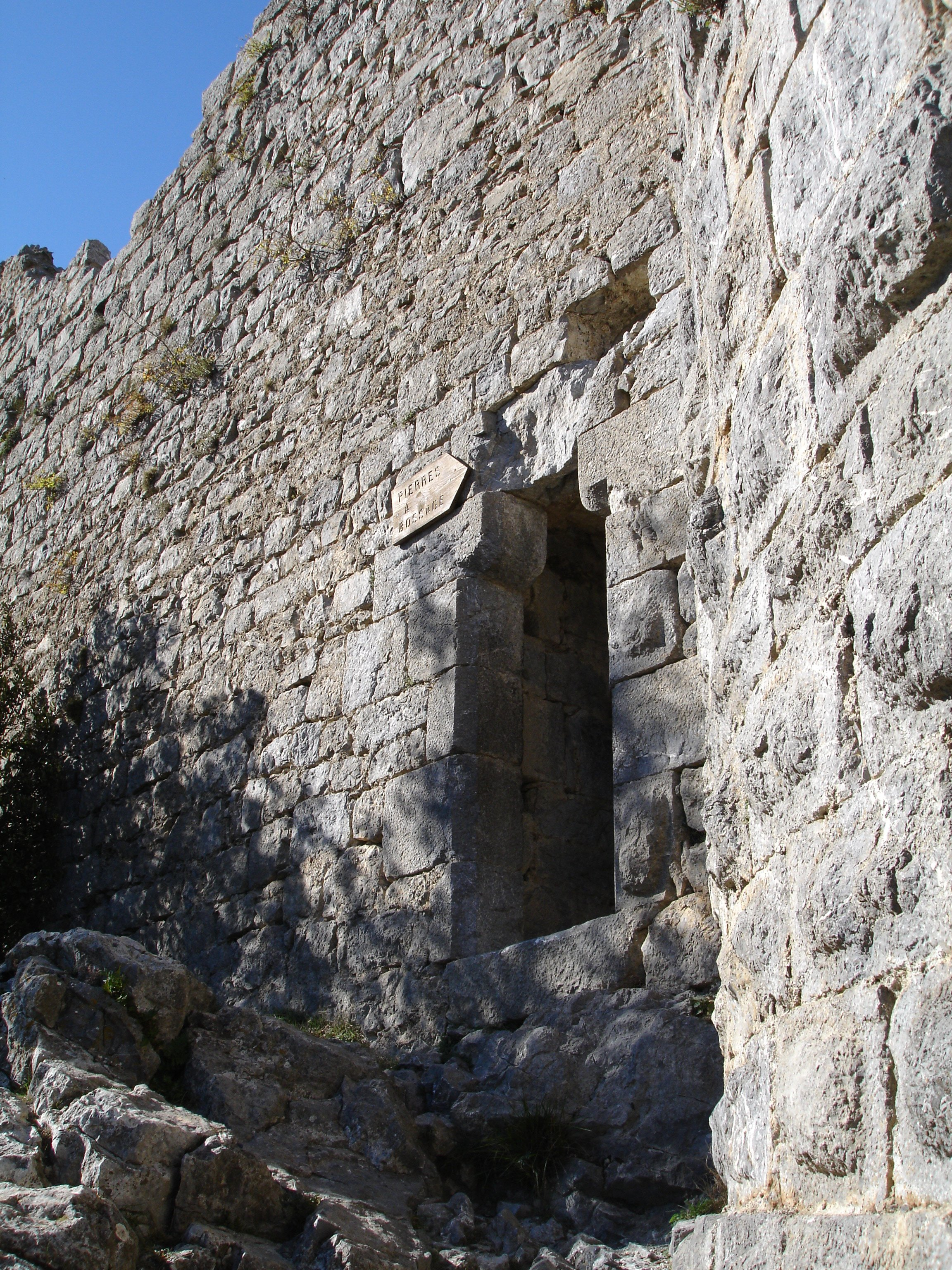
Poterna sud-est del Castell de Puillorenç.

La poterna és una porta secundària, particularment d'una fortificació, d'un mur o muralla d'un castell.
Generalment estaven molt amagades, dissimulades o situades en lloc de difícil accés. S'utilitzaven com a porta falsa per poder entrar o sortir del recinte, en cas de setge, sense ser vistos.